# Aramides
Aramides là một chi chim trong họ Rallidae. Họ sống trong rừng ngập mặn, và rừng nhiệt đới và ôn đới luôn luôn dọc theo các sông, đầm lầy, ao hồ.

## Các loài
- Aramides mangle
- Aramides cajaneus
- Aramides ypecaha
- Aramides saracura
- Aramides calopterus
- Aramides axillaris
- Aramides wolfi